# Rad-224

model izotopu Radu-224

Rad-224 (symbol: 224Ra), znany również jako Thorium X (ThX) – naturalny izotop radu o czasie połowicznego rozpadu wynoszącym 3,64 dnia. 91.4% emitowanego przez niego promieniowania to promieniowanie alfa. Jest bezpośrednim produktem rozpadu toru, co zostało udowodnione w 1900 przez naukowca Ernesta Rutherforda.

## Powstanie i rozpad
Rad-224 powstaje w wyniku rozpadu toru-228 i rozpada się do radonu-220:
228Th → 224Ra → 220Rn

## Właściwości fizyczne
Jest naturalnym izotopem radu o wadze atomowej 224. W wyniku rozpadu wydziela promieniowanie, na które składają się promienie alfa (91,4%), beta (4,1%) i gamma (4,5%).

## Historia
Pierwiastek toru został odkryty w 1829 przez Jakoba Berzeliusa. Pod koniec XIX wieku Maria Skłodowska-Curie udowodniła jego właściwości radioaktywne. W 1900 Ernest Rutherford wykazał, że Rad-224 (wówczas określany jako Thorium X) stanowi bezpośredni produkt rozpadu toru o krótkim czasie połowicznego rozpadu. 

### W medycynie
Między 1913 a 1916 niemiecki dermatolog, Joseph Jadassohn, postulował możliwe zastosowania nowego izotopu w leczeniu chorób skóry. Podawano go też go osobom cierpiącym na anemię. Po wybuchu II wojny światowej użycie Thorium X było szeroko rozpowszechnione wśród lekarzy w Europie i, w mniejszym stopniu, w Stanach Zjednoczonych. Do połowy XX wieku Rad-224 postrzegany był jako bezpieczny środek leczniczy. Używano go między innymi w terapii łuszczycy i łysienia plackowatego. Między 1930 a 1950 roztwór Thorium X był popularnym środkiem stosowanym na plamy port-wine. 
W Niemczech od 1944 do 1964 wstrzykiwano bądź nakładano na skórę Thorium X pacjentom chorym na gruźlicę kości i chorobę Bechterewa. Produkt był dostępny pod nazwą handlową Peteosthor. W 1948 pediatra Heinz Spiess po przeprowadzeniu badań zauważył, że lek Peteosthor może być szkodliwy dla zdrowia. W latach 50. Spiessowi udało się doprowadzić do zaprzestania stosowania leku w terapii dzieci. Zaczęto przypuszczać, że terapia Radem-224 skutkuje zachorowalnością na raka podstawnokomórkowego skóry. W związku z tym zaczęto odchodzić od tego środka i ostatecznie zarzucono go w medycynie do końca lat 60. W latach późniejszych, po przebadaniu 800 osób leczonych Radem-224, wykazano, że u ponad 50 z nich kontakt z izotopem spowodował rozwinięcie się nowotworu kości.
Thorium X był także wykorzystywany w produkcji kosmetyków i artykułów codziennego użycia, m.in. niemieckiej radioaktywnej pasty do zębów Doramad.